# Northport, Alabama
Northport là một thành phố thuộc quận Tuscaloosa, tiểu bang Alabama, Hoa Kỳ. Dân số năm 2009 là 23422 người, mật độ đạt 540 người/km².